# Motu proprio
Motu proprio (latin för "av egen impuls") är en skrivelse från påven - eller en monark - på eget initiativ och personligen undertecknad.
När den utfärdas av påven, kan en motu proprio adresseras till kyrkan som en helhet, till delar av den eller till enskilda personer.
Den första motu proprio, Summis desiderantes affectibus, utfärdades av påve Innocentius VIII 1484 och blev startskottet för svåra häxjakter.
Suveräna Malteserorden och andra riddarordnar kan enligt sina stadgar förlänas motu proprio och betyder då att de förlänas direkt av stormästaren, till skillnad från förläningar som baseras på lokala förslag.

## Några nyare exempel
- Tra le sollecitudini, utfärdad 22 november 1903 av påve Pius X, kring lämplig musik under mässan
- Bonum sane, utfärdad 25 juli 1920 av påve Benedictus XV, i ämnet världspolitik
- Mysterii Paschalis, utfärdad 14 februari 1969 av påve Paulus VI, som medförde att många av helgonnamnen i kalendern ströks
- Ecclesia Dei, utfärdad 2 juli 1988 av påve  Johannes Paulus II angående exkommuniceringarna efter de olagliga biskopsvigningarna inom Piusbrödraskapet
- Ad Tuendam Fidem, utfärdad 15 juli 1998 av påve Johannes Paulus II, i ämnet kanonisk rätt
- Summorum Pontificum, utfärdad 14 september 2007 av påve Benedictus XVI, om den tridentiska liturgin och andra liturgiska frågor
- Intima Ecclesiae natura, utfärdad 11 november 2012 av påve Benedictus XVI, med riktlinjer om den katolska kyrkans välgörenhet[2]